# Marcel Schwob

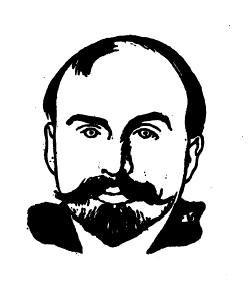
Marcel Schwob, Porträt aus Le Livre des masques (Vol. II, 1898) von Rémy de Gourmont

Marcel Schwob (* 23. August 1867 in Chaville, Département Hauts-de-Seine; † 26. Februar 1905 in Paris) war ein französischer Schriftsteller und Übersetzer. Er stand den Symbolisten nahe.

## Leben
Marcel Schwob entstammte einer jüdischen Familie, die ursprünglich aus dem Elsass kam. In seiner Kindheit besuchte Schwob in Paris das Lycée Louis-le-Grand, wo er sich vor allem in alten und neuen Sprachen hervortat. Jedoch gelang es ihm nicht, an der École normale supérieure angenommen zu werden; er bestand aber mit Auszeichnung die Licence in Sprachen und Literatur im Jahr 1888. Im folgenden Jahr scheiterte er jedoch an der Agrégation, die ihm eine akademische Karriere ermöglicht hätte.
Schwob übersetzte aus dem Deutschen und dem Englischen ins Französische. 1884 entdeckte er Robert Louis Stevenson und übersetzte ihn. Weiterhin übersetzte er Shakespeares Hamlet (das Stück wurde 1900 in der Übersetzung Schwobs mit Sarah Bernhardt aufgeführt) und arbeitete zusammen mit Pierre Louÿs an der endgültigen Fassung des Theaterstücks Salomé, das Oscar Wilde auf Französisch geschrieben hatte. Als Dank widmete ihm Wilde das Gedicht Die Sphinx. Schwob veröffentlichte eine der ersten Studien über das Argot, eine Geheimsprache der Bettler und Gauner im mittelalterlichen Frankreich, gefolgt von einer brillanten Monografie über François Villon.
Er veröffentlichte ferner Erzählungen, die in Form und Stil dem Prosagedicht nahestehen. Bekanntheit erlangten Das Buch Monelle (Le livre de Monelle, 1894) und die Imaginären Lebensläufe (Vies Imaginaires, 1896), in denen Schwob mit dichterischer Phantasie Lücken in den überlieferten Biografien einiger historischer Persönlichkeiten füllte.
Im Jahr 1900 heiratete Schwob die Schauspielerin Marguerite Moréno (1871–1948), die er 1895 kennengelernt hatte. Sein Gesundheitszustand verschlechterte sich zusehends, vor allem wegen einer Morphiumabhängigkeit. Er versuchte, seinem Schicksal durch Reisen zu entkommen, zunächst nach Jersey und dann nach Samoa, wo Stevenson gerade gestorben war. Marcel Schwob starb 1905 in Paris.
Paul Valéry widmete Schwob zwei seiner Werke – Introduction à la Méthode de Léonard de Vinci und Soirée avec M. Teste –; Alfred Jarry widmete ihm Ubu Roi. Der Kinderkreuzzug gehört zu den siebenundzwanzig Büchern der Bibliothek des Doktor Faustroll. Seine Erstausgabe erschien 1917 als 16. Bändchen der Reihe Der jüngste Tag im Kurt Wolff Verlag (im gleichen Jahr erschien in der gleichen Reihe als Bändchen 22/23 Die Verwandlung von Franz Kafka). Schwob beeinflusste Autoren wie André Gide (vor allem in den Nourritures terrestres), Jules Renard, Rémy de Gourmont, Paul Léautaud, Georges Rodenbach, Charles-Louis Philippe, Paul Claudel, William Faulkner und Jorge Luis Borges.

## Société Marcel Schwob
Seit 2004 widmet sich die in Paris ansässige Société Marcel Schwob (Marcel-Schwob-Gesellschaft) der Erschließung und Erforschung seines Werks und des intellektuellen und historischen Kontextes, in dem es entstanden ist. Dies geschieht u. a. durch Kolloquien, Ausstellungen und diverse Veröffentlichungen, unter denen vor allem das Jahrbuch „Spicilège - Cahiers Marcel Schwob“ zu nennen ist. In diesem erscheinen regelmäßig Inedita, wie Briefwechsel, außerdem essayistische und wissenschaftliche Beiträge, Faksimiles, Rezensionen etc. Dokumentiert werden auch künstlerische Auseinandersetzungen mit Marcel Schwob in Bild und Ton. Auf der Homepage der Gesellschaft ist zudem die umfassendste und stetig aktualisierte Bibliographie zu Schwob und seinem Werk zu finden. 2015 gab sie Marcel Schwobs gemeinsam mit Eugène Morand verfasstes, aber nie aufgeführtes und bis dahin unveröffentlichtes Theaterstück „Jane Shore“ heraus.

## Werke
als Autor
- Das Buch Monelle („Le Livre de Monelle“). Ullstein, Frankfurt/M. 1983, ISBN 3-548-30145-2.
- Chroniques. Droz, Genf 1981 (Histoire des idées et critique litteraire; 195).
- Gabe an die Unterwelt. Jakob Hegner, Hellerau 1926.
- Dialogues d'Utopie. Contes et récits. Edition Ombres, Toulouse 2001. (Petite bibliothèque ombres. 150). ISBN 2-84142-152-X
- Étude sur l'argot français (mit Georges Guieysse). Bouillon, Paris 1889.
- François Villon. Edition Alba, Paris 1990. (Nachdr. d. Ausg. Paris 1912). ISBN 2-904235-23-X
- Das gespaltene Herz („Cœur double“). 2. Aufl. Verlag Elfenbein, Berlin 2005. ISBN 3-932245-71-7
- Der Kinderkreuzzug. Eine Legende („La Croisade des enfants“). Thorbecke, Lindau 1949 (Nachdr. d. Ausg. Leipzig 1917).
- Der Kinderkreuzzug. Kurt Wolff Verlag, Leipzig 1917 (Der Jüngste Tag. 16)
- Der Kinderkreuzzug. Elfenbein Verlag, Berlin, 2012. ISBN 978-3-941184-19-0.
- Der König mit der goldenen Maske („Le Roi au masque d’or“). Alano Verlag, Aachen 1988. ISBN 3-924007-33-0
- La lampe de Psyché. Mercure de France, Paris 1925 (Nachdr. d. Ausg. Paris 1903).
- La Légende de Serlon de Wilton. In: Ders.: Œuvres complètes, Bd. 6, S. 361–377 (Nachdr. d. Ausg. Paris 1899).
- Mimes. Mercure de France, Paris 1964 (Nachdr. d. Ausg. Paris 1893).
- Mœurs des diurnales. Traité de journalisme. Editions des Cendres, Paris 1985. (Nachdr. d. Ausg. Paris 1903; erschien unter dem Pseudonym „Loyson-Bridet“). ISBN 2-86742-006-7
- Le Parnasse satyrique du XVe siècle. Anthologie de pièces libres. Slatkine, Genf 1969 (Nachdr. d. Paris 1905).
- Der Roman der zweiundzwanzig Lebensläufe („Vies imaginaires“). Deutsch von Jakob Hegner. Greno: Nördlingen 1986.  (Nachdr. d. Ausg. Hellerau 1925). ISBN 3-921568-81-1
- Spicilège. Mercure de France, Paris 1960 (Nachdr. d. Ausg. Paris 1896).
- Der Sternenbrand („L'étoile de bois“). Übersetzt von Jakob Hegner und Holzstichen von Frans Masereel. Thorbecke, Lindau 1948.
- Vie de Morphiel, démiurge. Edition des Cendres, Paris 1985. ISBN 2-86742-007-5
- Jane Shore. Pièce inédite (mit Eugène Morand). Édition établie par Agnès Lhermitte et Bruno Fabre. Société Marcel Schwob, Paris 2015.
- Manapouri. Reise nach Samoa 1901/1902. Übersetzt und mit einem Nachwort versehen von Gernot Krämer. Elfenbein Verlag, Berlin 2017.

als Übersetzer
- Francis Marion Crawford: Francesca da Rimini. 2. Aufl. Bernouard, Paris 1928.
- Daniel Defoe: Moll Flanders. Gallimard, Paris 1969 (Nachdr. d. Ausg. Paris 1895).
- John Ford: Annabella et Giovanni. Paris 1895.
- Wilhelm Richter: Les jeux des Grecs et des Romains. Edition Le promeneur, Paris 2000. (Nachdr. d. Ausg. Paris 1891). ISBN 2-07-076039-1
- William Shakespeare: La tragique histoire de Hamlet. 2. Aufl. Bernouard, Paris 1928.

Briefwechsel
- Correspondance inédite. Droz, Genf 1985.
- Bernard Gauthier (Hrsg.): Vers Samoa. Lettres à Marguerite Moreno (octobre 1901 - mars 1902); contenant le journal d'un voyage par Port-Saïd, Dijbouti, Ceylan et l'Australie; lettres de Robert Louis Stevenson à Marcel Schwob. Edition des Ombres, Toulouse 2002, ISBN 2-84142-155-4 (Petite bibliothèque ombres; 151).
- Correspondance Schwob-Stevenson (1992)
- Jean Lorrain: Lettres à Marcel Schwob. Edition du Leirot, Tusson 2006.

Werkausgabe
- Œuvres complètes. Slatkine, Genf 1985 (10 Bde.).